# Spaans-West-Afrika

Locatie van Ifni, Cabo Juby, Saguia el Hamra en Rio de Oro.

Spaans-West-Afrika (Spaans: África Occidental Española) was de benaming voor een groep van Spaanse koloniën in Noordwest-Afrika. De volledige naam was Territoria van Spaans-West-Afrika (Territorios de África Occidental Española). Het werd gevormd op 26 juli 1946 en omvatte Kaap Juby (Cabo Juby), Río de Oro en Saguia el Hamra. In 1952 voegde de kolonie Ifni zichzelf toe aan het gebied. Spaans-Marokko behoorde niet tot het gebied.
Op 14 januari 1958 hield de kolonie op te bestaan. Kaap Juby werd overgedragen aan Marokko en Saguia el Hamra werd samengevoegd met Río de Oro tot de Spaanse Sahara. Ifni werd weer een aparte kolonie.

## Tijdlijn
Voorgeschiedenis
- 26 april 1860 - Spanje verwerft Ifni en Río de Oro bij het Verdrag van Tetuán, maar bezet beide gebieden niet
- 3 november 1884 - Spanje bezet Río de Oro (zuidelijk deel van de Westelijke Sahara) bij de Koloniale Conferentie van Berlijn. Het begin van Spaans-West-Afrika. Er worden handelsposten en militaire posten geopend. De inheemse bevolking verzet zich vanaf het begin tegen de Spaanse bezetting.
- 26 december 1884 - Spaans-West-Afrika wordt tot Spaans protectoraat verklaard. Het staat van 1884 tot 1903 onder jurisdictie van de Canarische Eilanden.
- 1886 - met ondersteuning van het Spaanse Geografische Gezelschap (Sociedad Española de Geografía Comercial) doorsteken Julio Cervera Baviera, Felipe Rizzo (1823-1908) en Francisco Quiroga (1853-1894) de kolonie Río de Oro en brengen de nog witte vlek in kaart. De grenzen van het territorium werden pas precies vastgelegd tussen Spanje en Frankrijk in het begin van de 20e eeuw.
- 3 oktober 1904  - Spanje annexeert Saguia el Hamra (noordelijk deel van de Westelijke Sahara) en de zone van Tarfaya (Kaap Juby)
- 1904 - een opstand breekt uit onder leiding van maraboet-sjeik Ma al-Aynayn. Frankrijk slaat de opstand neer in 1910. De zonen van Ma al-Aynayn gaan echter door met nieuwe opstanden tegen de koloniale overheersing. Spanje blijkt niet in staat om haar macht uit te strekken tot in het binnenland.
- 27 november 1912 - Spanje maakt Kaap Juby (Tarfaya) tot onderdeel van het protectoraat Spaans-Marokko, nadat het als concessiegebied van Frankrijk (Frans-Marokko) is verkregen (iets eerder werd het Verdrag van Fez met Marokko gesloten, waardoor dit mogelijk werd)
- 29 juli 1916 - Francisco Bens neemt Kaap Juby in voor Spanje
- 1924 - de Spaanse Sahara wordt opgericht als een verband tussen de gebieden Río de Oro en Saguia el Hamra
- 1934 - Spanje weet met hulp van het Franse leger eindelijk het binnenland onder haar gezag te brengen na de verovering van Smara. Río de Oro en Saguia el Hamra worden een unie binnen het gebied Spaanse Sahara

Spaans-West-Afrika
- 1956 - Marokko wordt onafhankelijk en eist de aansluiting van de Spaanse Sahara
- 1957 - de Ifni-oorlog breekt uit. Marokkaanse troepen pogen Sidi Ifni te veroveren, maar worden in 1958 teruggeslagen door Spaanse troepen.
- 1958 - Spaans-West-Afrika wordt opgeheven. Kaap Juby wordt overgedragen aan Marokko. Ifni wordt een aparte kolonie en de rest wordt samengevoegd tot Spaanse Sahara